# Stenospermation hilligii
Stenospermation hilligii är en kallaväxtart som beskrevs av Luis Aloysius, Luigi Sodiro. Stenospermation hilligii ingår i släktet Stenospermation och familjen kallaväxter. IUCN kategoriserar arten globalt som sårbar.
Artens utbredningsområde är Ecuador. Inga underarter finns listade.